# Komm, wir finden einen Schatz
Komm, wir finden einen Schatz (Die Geschichte, wie der kleine Bär und der kleine Tiger das Glück der Erde suchen) ist der Buchtitel einer illustrierten Kindergeschichte von Janosch. Das Buch erschien erstmals 1979.

## Handlung
In Komm, wir finden einen Schatz erzählt Janosch die Geschichte, wie der kleine Tiger und der kleine Bär vom Reichtum träumen, wie sie überall nach dem Schatz suchen, wie sie tatsächlich reich werden und alles wieder verlieren und wie sie schließlich wieder nach Hause zurückkehren und dort bemerken, was das größte Glück der Erde ist.
Als der kleine Bär einmal beim Fischen nichts gefangen hat und es deswegen keinen Fisch zum Essen gibt, überlegen der kleine Tiger und der kleine Bär, was wohl das größte Glück der Erde sein könnte. Schnell ist die Antwort gefunden: Reichtum, denn dann könnten sie sich immer Forellen kaufen und als Nachtisch Bienenstich essen. Außerdem bemerken sie, dass sie noch viele andere Dinge brauchen: ein Schlauchboot, eine Hollywood-Schaukel, eine Mütze mit Schnalle, eine rote Lampe, Pelzstiefel…
Daher kaufen sie am nächsten Tag ein Seil, eine Schaufel und zwei Eimer und machen sich auf Schatzsuche. Sie graben auf dem Feld, sie graben im Wald, sie suchen im Fluss und sie fragen den Maulwurf, den Löwen, das Huhn und auch noch den Esel. Nach einer langen Reise schlafen sie eines Nachts unter einem großen Baum und stellen morgens fest, dass der Baum goldene Äpfel trägt. Endlich sind sie reich! Sie verlieren ihren Reichtum aber bald wieder an einen Beamten des Königs und an einen Dieb. Traurig kehren sie nach Hause zurück, wo sie feststellen, dass sie eigentlich längst alles haben, was man zum Glücklichsein braucht und wie schön das Leben doch ist, wenn es Blumenkohl und Kartoffeln gibt, der Maulwurf zu Besuch kommt, der Zaunkönig singt und die Bienen summen.

## Auszeichnungen
- 1981: Prix Danube, Bratislava: Hauptpreis Trickfilm für Komm, wir finden einen Schatz in der Sendung mit der Maus.

## Ausgaben
Das Buch ist inzwischen in verschiedenen Ausgaben erschienen, u. a. als gebundene Ausgabe, broschiert, als Taschenbuch, in Druckschrift und in Schreibschrift.
Eine Verfilmung des Buches startete am 24. Mai 2012 in den deutschsprachigen Kinos. Nach Oh, wie schön ist Panama ist dies die zweite Verfilmung einer Geschichte vom kleinen Tiger und dem kleinen Bär.

## Übersetzungen
- Il tesoro più bello. Piemme, Italia 2000, ISBN 978-88-384-3436-5. (italienisch)
- Gel, bir define bulalim. Taschenbuch, Beltz 1999, ISBN 3-407-78345-0. (türkisch)
- Hai să găsim o comoară! Editura Arthur, Bukarest, 2025 (rumänisch)